# Aaviku
Aaviku és un poble de la parròquia de Rae, al comtat de Harju, al nord d'Estònia. El 2010 tenia 194 habitants.

## Població[2]
|  |